# Tilia americana
Tilia americana, svartlind, är en malvaväxtart som beskrevs av Carl von Linné. Tilia americana ingår i släktet lindar och familjen malvaväxter.
Arten förekommer i östra Kanada i Saskatchewan, Manitoba, Ontario och Québec över nästan hela USA, förutom Alaska och Hawaii, till centrala Mexiko. Den växer i låglandet och i bergstrakter upp till 1500 meter över havet. Tilia americana ingår vanligen i lövfällande skogar och den bildar sällan trädgrupper där inga andra träd ingår. I USA hittas ofta träd som vitask, rödek, Ostrya virginiana, Acer rubrum och Ulmus americana i samma skogar.
Trädet blir vanligen 23 till 40 meter högt. Exemplaren börjar utveckla frön när de är 15 år gamla och blomningen sker mellan maj och juli. Frön sprids med hjälp av vinden, med hjälp av djur eller när de faller till marken. Allmänt gror frön bäst i skuggan men den unga plantan behöver tillräcklig solljus. Blommornas nektar används av bin för produktionen av honung.
För artens trä förekommer många olika användningsområden och i Mexiko etablerades ett intensivare skogsbruk för Tilia americana. Artens växtfiber brukas för rep, mattor och andra vävda produkter.
Skadedjur kan påverka enskilda populationer negativ. I Québec medförde angrepp av lövskogsnunna att flera exemplar tappade lövverket. Oklart är vilken inverkan klimatförändringar kommer ha. IUCN listar arten som livskraftig (LC).

## Underarter
Arten delas in i följande underarter:
- T. a. caroliniana
- T. a. heterophylla
- T. a. mexicana

## Bildgalleri

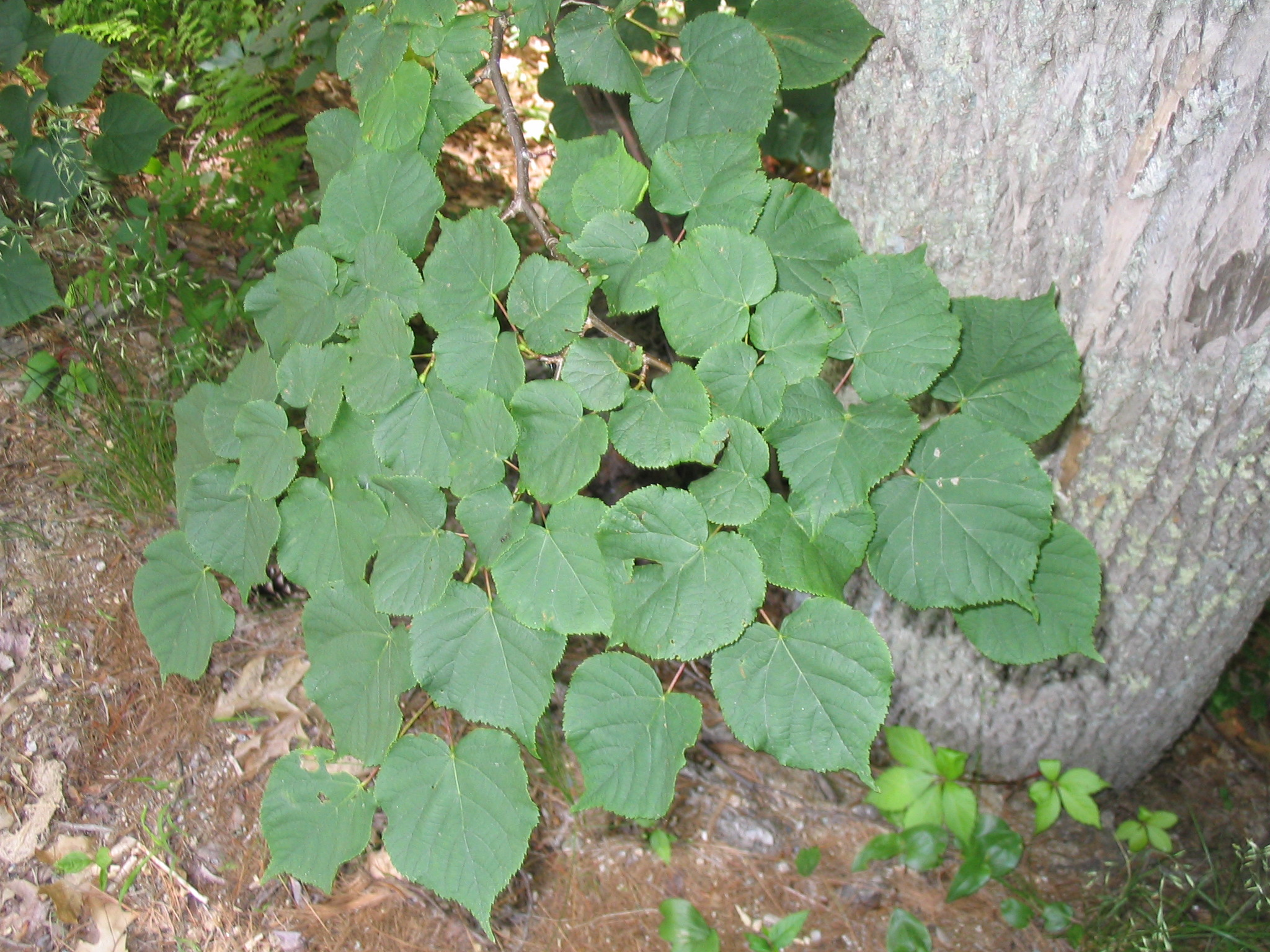
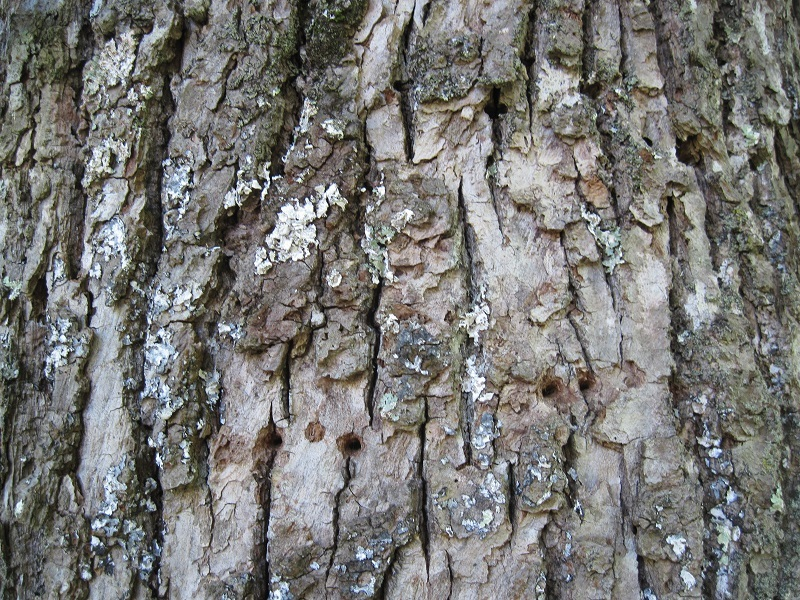
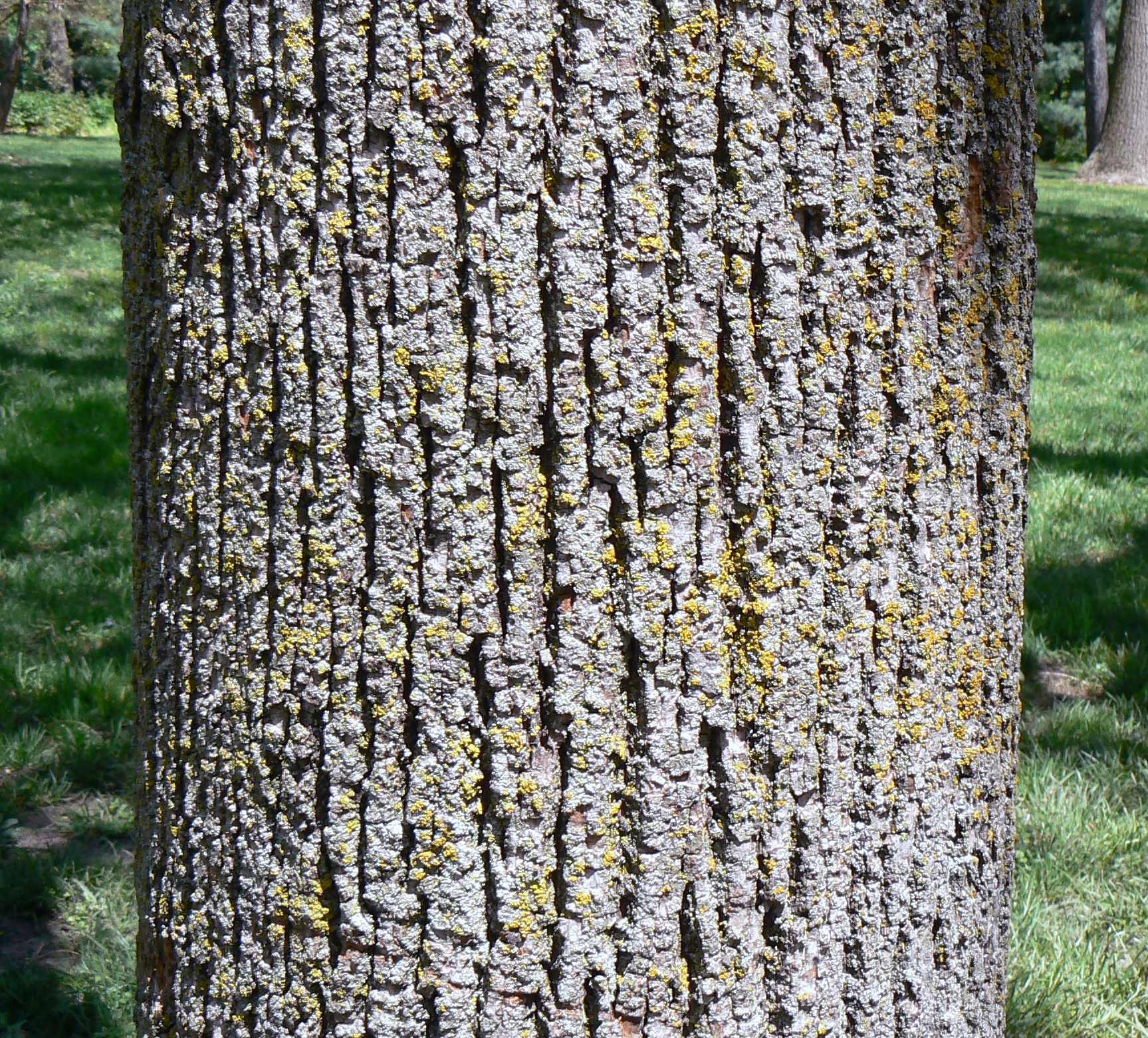
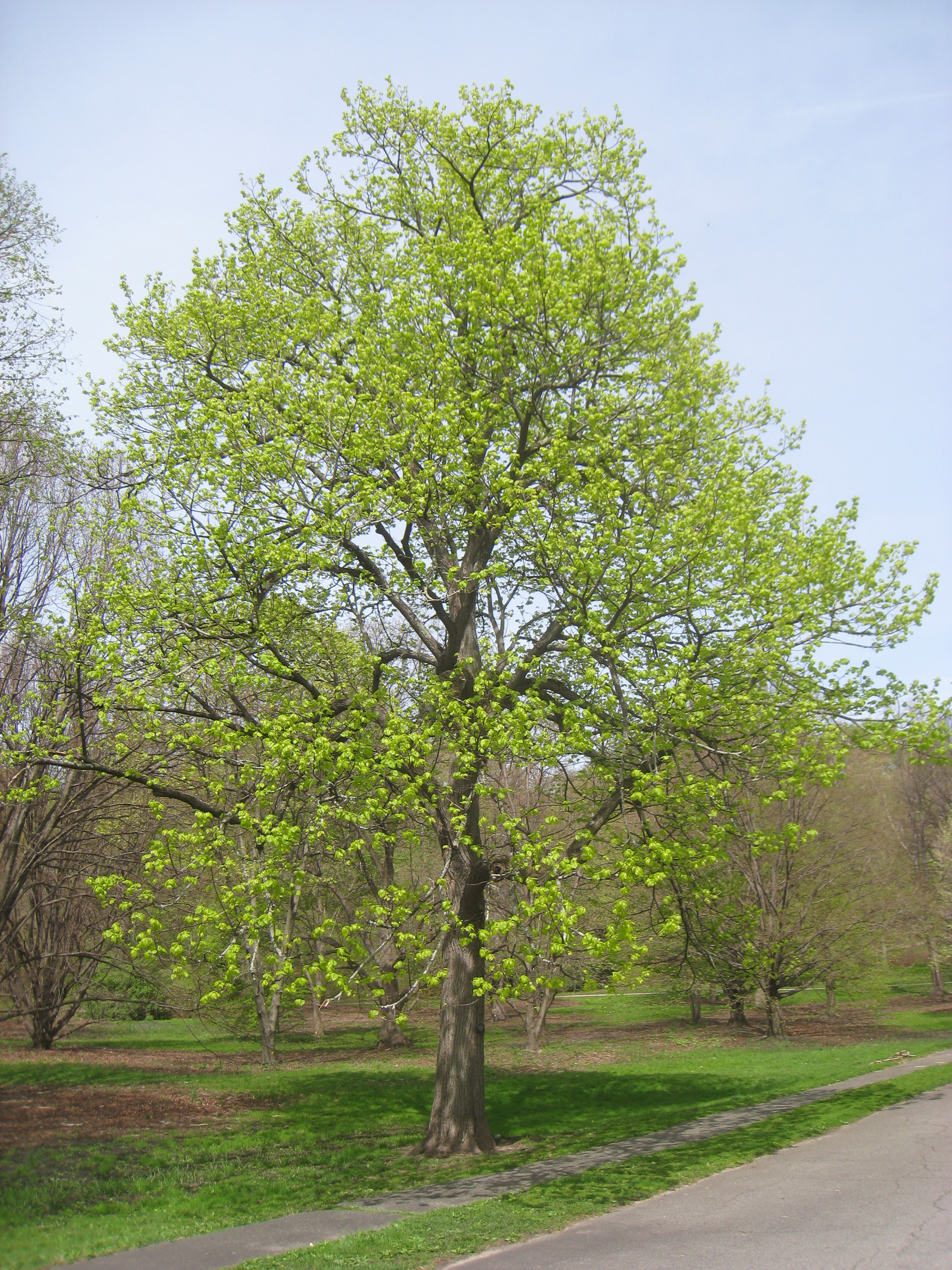
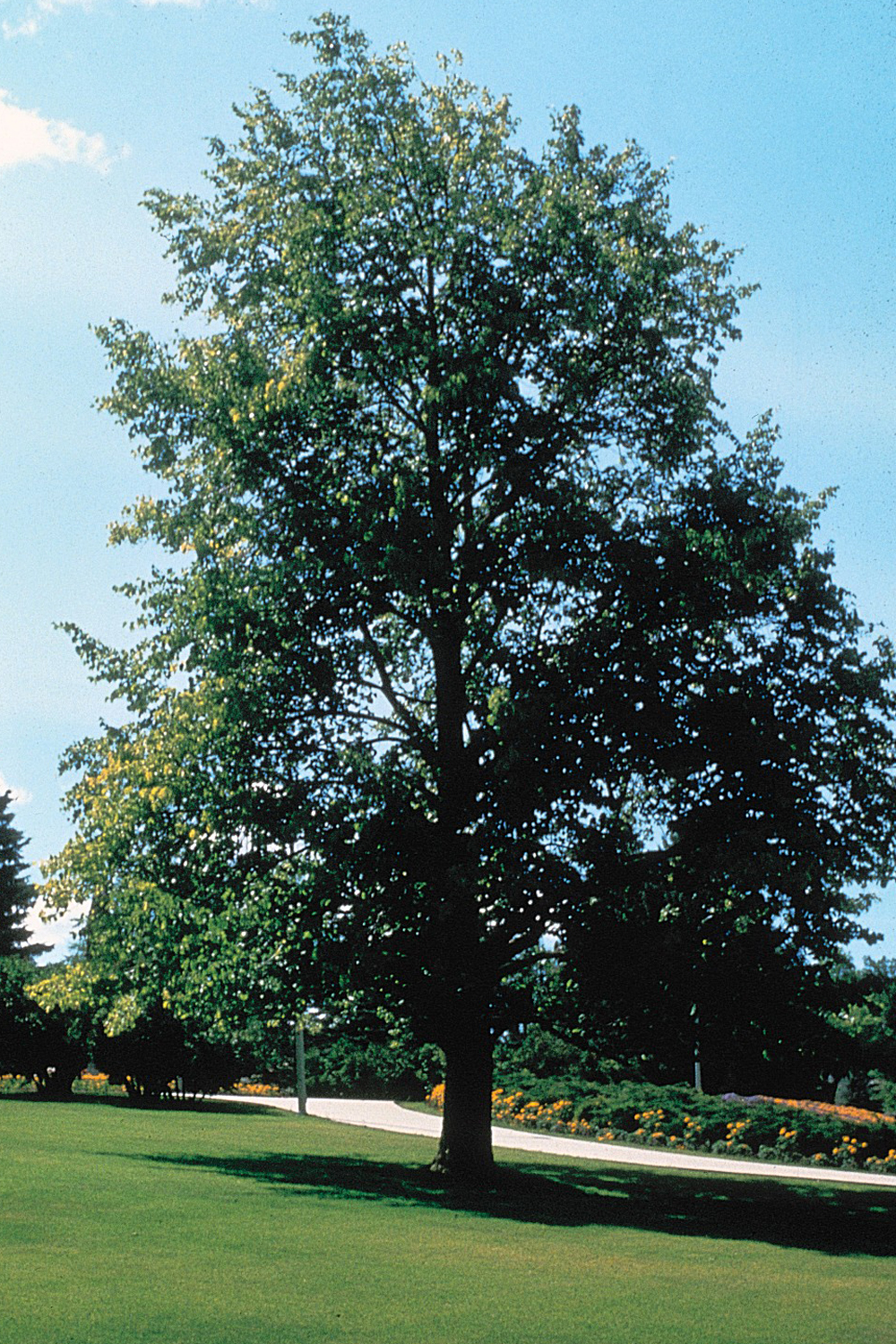
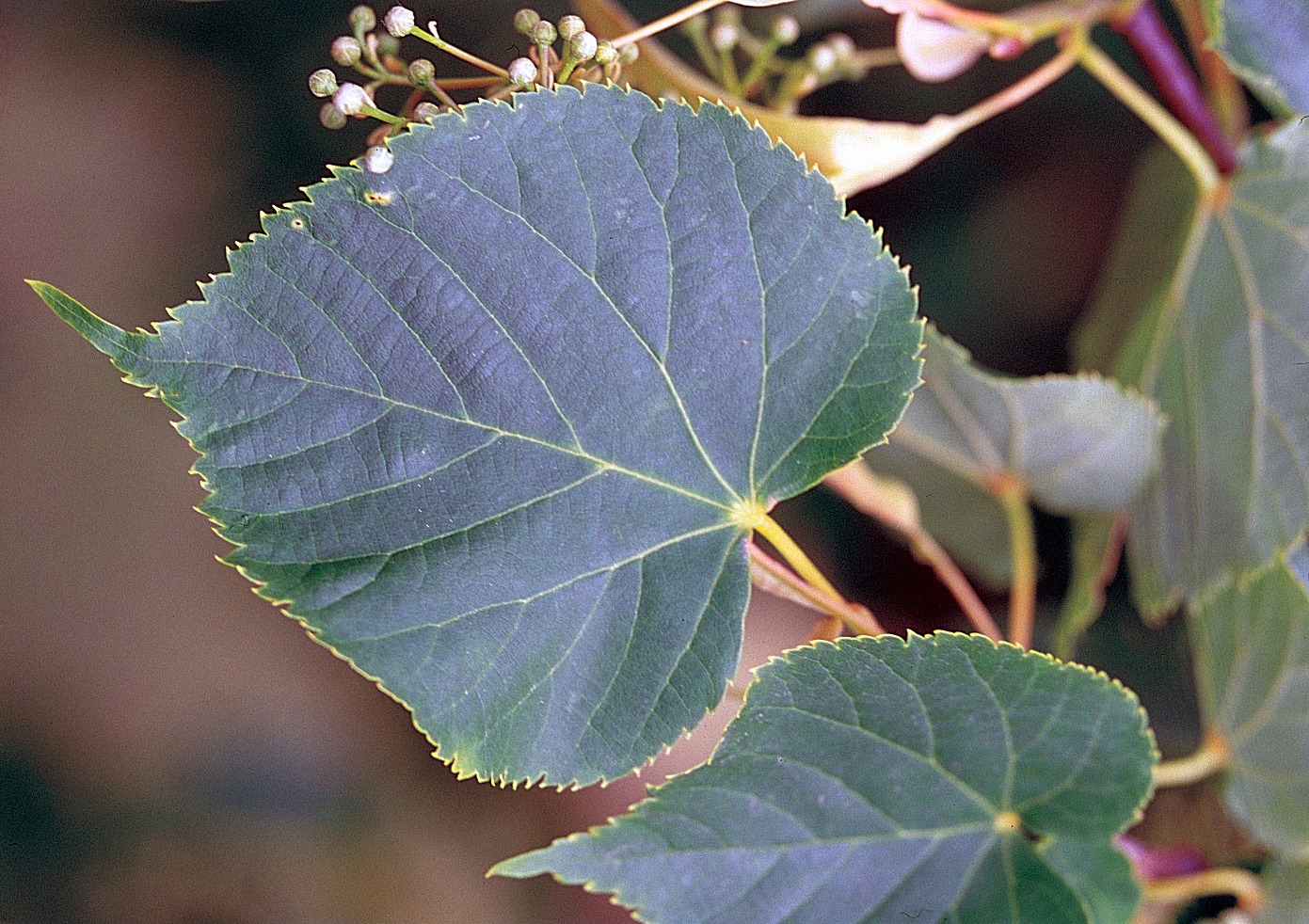